# VDMSound
VDMSound, ou mais simplesmente VDMS é um emulador de placas de som antigas para Windows NT, 2000 e XP, escrito por Vlad Romanescu. 
Ele emula com acurácia placas AdLib, Sound Blaster (Standard, Pro e 16) e MIDI (MPU-401). Ele emula também  DACs de porta paralela e interfaces Roland MPU-401. 
É largamente utilizado nos dias de hoje para conseguir jogar os antigos jogos para sistemas operacionais compatíveis com DOS com som e música, pois muitos desses jogos são incompatíveis com os modernos sistemas operacionais e com os novos hardwares.
Diferentemente do DOSBox, que emula um PC x86 com o sistema operacional FreeDOS, o VDMSound emula apenas porções do ambiente DOS e do hardware de som. 
Isso proporciona ao usuário uma performance superior a do DOSBox quando comparados em um sistema com mesmas especificações, mas ao mesmo tempo diminui a compatibilidade dos jogos com o emulador, fazendo do VDMS um emulador mais rápido e com menor compatibilidade que o DOSBox.
Ao que tudo indica, o projeto foi abandonado pelo criador, e as rotinas de emulação sonora do VDMSound foram incorporadas à estrutura do DOSBox. Devido a isso ele é incompatível com Windows Vista.
Existem alguns patches e atualizações que ampliam a compatibilidade do VDMSound, fazendo ele rodar alguns jogos que isolado não rodaria. Esses patches são de fundamental importância para poder emular alguns dos jogos. 

## Instruções de uso
Depois de baixar e executar o arquivo (muito provavelmente um .msi, instalador do Windows, ou um arquivo executável), depois clique sobre o executável do programa que você quer emular com o botão direito e bote: " Run With VDMS "
Você pode escolher diversas opções de configuração, mas pode deixar apenas a padrão